# 금동탄생불입상
금동탄생불입상(金銅誕生佛立像)은 삼국시대에 금동으로 만든 탄생불 입상이다. 오른손은 위로 올려 하늘을 가리키고 왼손은 아래로 내려 땅을 가리키고 있는 모습이다.  1984년 12월 7일 보물 제807호로 지정되었다.

## 개요
탄생불이란 석가가 룸비니 동산에서 어머니 마야(摩耶)부인의 오른쪽 허리에서 태어나자마자 일곱 걸음을 걸은 뒤 오른손은 들어서 하늘을 가리키고 왼손은 땅을 가리키면서 “천상천하유아독존(天上天下唯我獨尊)”이라고 말했다는 불전(佛典)의 내용에서 유래된 불상 형식이다. 인도나 중국의 탄생불은 대부분 양손을 내리고 있거나 오른손이 시무외인(施無畏印)을 하고 있는 예가 많다.
이 금동탄생불은 신체에 비해 얼굴이 큰 편으로 상체에는 아무것도 걸치지 않은 나신(裸身)으로 표현되었고 허리 밑으로는 짧은치마를 입고 있는데 허리 양쪽에는 치마를 묶은 띠 매듭이 내려와 있다. 전반적으로 신체 표현에는 볼륨감이 없으며 특히 팔과 다리 표현에서 밋밋한 형태로 처리하였다. 머리 뒤에는 광배(光背)가 있었던 꼭지가 남아 있다. 대좌는 앙련(仰蓮)과 복련(覆蓮)으로 이루어진 원형의 연화대좌로 되어 있으나 그 아래에 부착된 경상(經床)과 같은 받침대는 후대에 만들어진 것으로 볼 수 있다.
신체 비례와 양식적 특징으로 보아 삼국시대 불상양식을 반영한 것으로 추정된다. 이러한 탄생불은 석가모니의 불전 내용과 관련 있는 도상이라는 점에서 중요한 의미가 있을 뿐 아니라 우리 나라에서는 오른손은 어깨 위로 올리고 왼손은 아래로 내리고 있는 단독상이 많으며 특히 삼국시대 불상 중에 그 예가 많이 남아 있다. 지금도 석가탄신일인 4월 8일을 축하하는 관불회(灌佛會)의 본존불로 흔히 사용되고 있다.